# Wydawnictwo Gubrynowicz i Schmidt

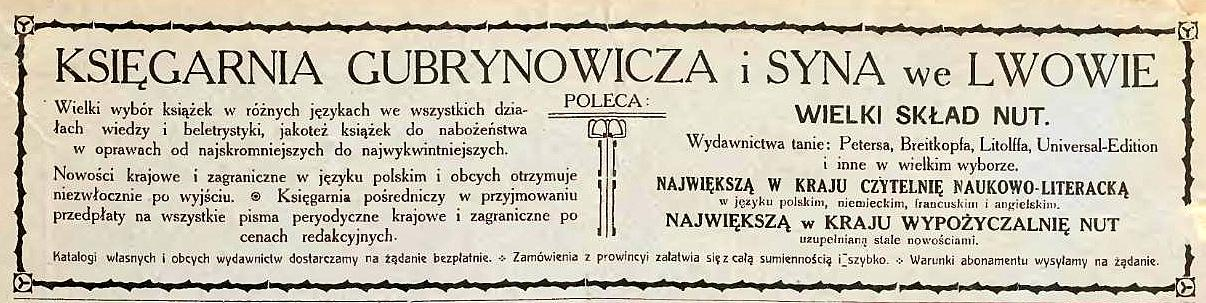
Ogłoszenie księgarni Gubrynowicz i Syn (1914)

Gubrynowicz i Schmidt, Gubrynowicz i Syn – polska księgarnia, skład nut, wypożyczalnia książek i wydawnictwo z siedzibą we Lwowie. 
Wydawnictwo powstało w 1868 roku we Lwowie. Jego właścicielami byli Władysław Gubrynowicz (1836-1914), uczestnik powstania styczniowego i członek Rady Miejskiej oraz przewodniczący Izby Handlowej, odpowiedzialny za sprawy wydawnicze i Władysław Schmidt (1840-1909) odpowiedzialny za księgarnie, składami głównymi i administrację. Pierwotnie współzałożycielem ich księgarni był także brat Władysława, Ludwik. W 1882 roku, po zakupie księgarni i wypożyczalni książek Karola Wilda, była jedną z największych wypożyczalni książek i nut w Galicji. Wydawnictwo, w latach 1872 -1876, założyło swoje filie w Jarosławiu, Sokalu i Stryju. Księgarnia posiadała skład główny wielu wydawnictw towarzystw i instytucji naukowych i oświatowych oraz szeregu wydawnictw z zaborów pruskiego i rosyjskiego.  
W 1908 roku Władysław Schmidt oddał udziały firmy synowi Władysława Gubrynowicza, Kazimierzowi. W związku z tym od 1 stycznia 1909 firma funkcjonowała jako spółka jawna pod nazwą „Gubrynowicz i Syn”. 
W 1924 roku firma weszła w spółkę z wydawnictwem wydającym czasopisma i książki medyczne tym samym ograniczając własną działalność wydawniczą. W 1935 roku księgarnię zakupił Aleksander Krawczyński i prowadził ja pod niezmienioną nazwą do 1939 roku. Wydawnictwo i hurtownię nadal prowadził Gubrynowicz. Po II wojnie światowej działalność wydawnicza nie została wznowiona.

## Publikacje
Wydawnictwo Gubrynowicz i Schmidt wydali ok. 4000 książek i broszur. Wydawali prace wszystkich ówczesnych polskich pisarzy i uczonych. Do najpoważniejszych pozycji należą: 
- seria Biblioteka Polska,
- wydanie dorobku literackiego Józefa Ignacego Kraszewskiego w 102 tomach[3];
- dzieła trzech wieszczów w trzech wydaniach;
- Bibliotekę Powieści, Pamiętników i Podróży;
- Bibliotekę kieszonkową;
- tygodnik Ruch Literacki (od 1874 - do 1878);
- dzieła historyczne Bielowskiego, Szujskiego, Balzera, Kubali;
- dzieła z zakresu filozofii, teologii, prawa, ekonomii, techniki i budownictwa.